# Asriel (Band)
Asriel war ein japanisches Symphonic-Metal- und Ambient-Projekt der Sängerin KOKOMI und des Multiinstrumentalisten Keisuke Kurose, das von 2006 bis 2015 bestand.

## Geschichte
Das Projekt begann im Jahr 2006 als Dōjin-Musikprojekt. Der Name, der sich „as real“ liest, ist eine Anspielung an Azrael, einem Engel im Islam. Die beiden Musiker KOKOMI und Keisuke Kurose waren Mitglieder des Dōjin-Musikzirkels LMINA Sound Art’s, in der Szene bekannt als AZE:LC.
Von 2006 bis 2008 veröffentlichte das Duo diverse EPs und Alben im Eigenvertrieb und verkaufte diese auf der Comiket. Im April des Jahres 2008 brachte Asriel das Lied Metamorphose als Maxi-Single über das Majorlabel 5bp. heraus. Das Stück ist in der Anime-Umsetzung von Monochrome Factor zu hören. Im gleichen Jahr schrieb das Duo mit Kegare Naki Yume das Lied im Abspann für die Visual Novel 11eyes. Im Jahr 2009 produzierte Asriel Tsuioku no Chikai für 11eyes CrossOver und Sequentia für die Animeserie zur Visual Novel.
Im Dezember 2009 brachte Asriel mit Devil’s Lullaby eine Maxi-CD in spezieller Form auf den Markt und verkaufte diese auf der Comiket 77. Allerdings lief der Verkauf aufgrund der CD-Form nicht gut, sodass diese Version der Maxi-CD zurückgenommen und später als reguläre CD neu aufgelegt wurde.
Am 20. März 2015 gab das Duo bekannt, Asriel im Sommer aufzulösen. Es wurde angekündigt, dass mit Asriel und Asriel Last Live ein Best-of- bzw. Live-Album erscheinen würde.

## Stil
Die Gruppe orientierte sich ästhetisch an dem in Japan populären Gothic-Lolita-Modestil, der dem Visual Kei nahe steht und von japanischen Gothic-Künstlern wie Kazhiko Kimra abgelehnt wird. Aus der Orientierung an einer Ästhetik die der Schwarzen Szene nahe steht wird die Musik häufig unter dem Sammelbegriff Gothic Metal geführt.

## Diskografie
Selbstverlag
- 2006: Shiroi Yami Ni Shizumu Eien no Yoru (EP, Neuauflage 2007 als Requiem, 2008 als Reincarnat)
- 2006: Ganetto no Hamon ni Somaru Sora (EP, Neuauflage 2007 als Requiem, 2008 als Reincarnat)
- 2006: Gekko Cho Mau Shinko no Hanazono (EP)
- 2007: Yume no Mayu Tsumugu Momoku no Rinbu (EP)
- 2008: Kindan o Noroishi Hakanaki Genso (EP)
- 2008: Meruyu ni Ochiru Nageki no Tenshi (EP)
- 2008: Akumu Kanaderu Namida no Senritsu (EP)
- 2009: Quo Vadis (Album)
- 2009: Eien ni Sasageshi Itetsuko Nemuri (EP)
- 2009: Devil’s Lullaby (Single)
- 2010: Nanji o Terasu Oboro no Aria (EP)
- 2010: Antique (EP, Neuauflage 2011)
- 2010: Ao I Hitomi no Hikari wa Kie yu (Single)
- 2010: Bara no Hitsugi ni Taiyo wa Arazu (EP)
- 2011: Tsune Shi e no Madoi Sameshi Doku (Single)
- 2011: Oratorium (Album)
- 2012: Amaki Yumemiru Yoiyami no Mukuro Hana (EP)
- 2012: Xanadu (Album)
- 2013: Tasogare no Tsuki To Shikkoku no Taiyo (EP)
- 2013: Abyss (Album)
- 2014: Ragnarok (Box-Set)
- 2015: Last Live (Live-Album)

Major-Veröffentlichungen
- 2008: Metamorphose (Single, 5bp.)
- 2008: Kegare Naki Yume (Single, 5bp.)
- 2009: Tsuioku no Chikai (Single, 5bp.)
- 2009: Sequentia (Single, 5bp.)
- 2009: unveil (Album, 5bp.)
- 2010: Innocent/Altair (Single, 5bp.)
- 2011: Angelrhythm (Album, 5bp.)
- 2014: Ressurection (EP, Pony Canyon)
- 2015: Asriel – Best Of (Kompilation, Pony Canyon)